# Ursental (Tal)
Das Ursental ist ein nordnordöstliches Seitental zur Donau bei Nendingen, einem Stadtteil von Tuttlingen im gleichnamigen Landkreis in Baden-Württemberg.

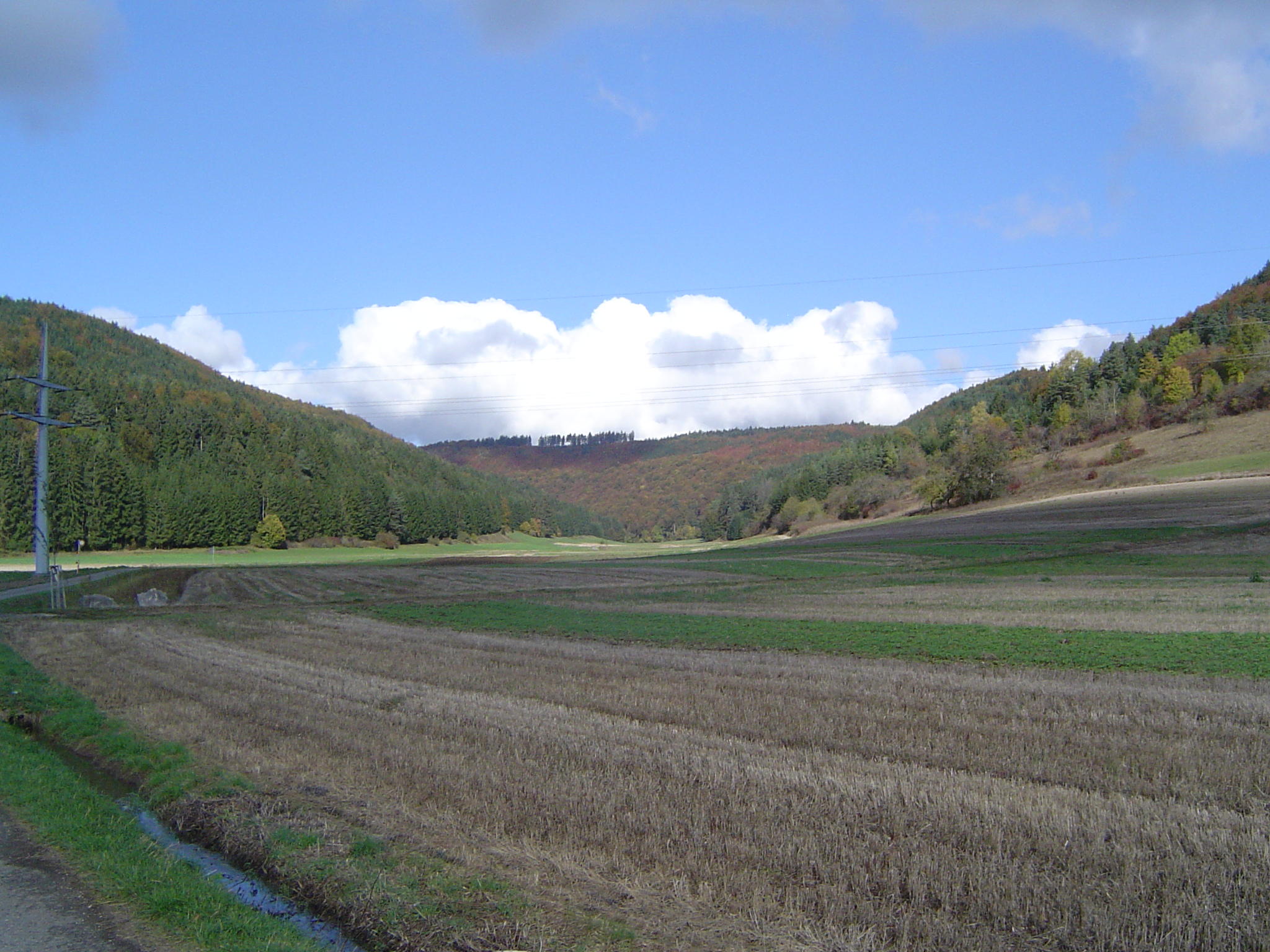
Blick ins Ursental, rechts der Bräunisberg

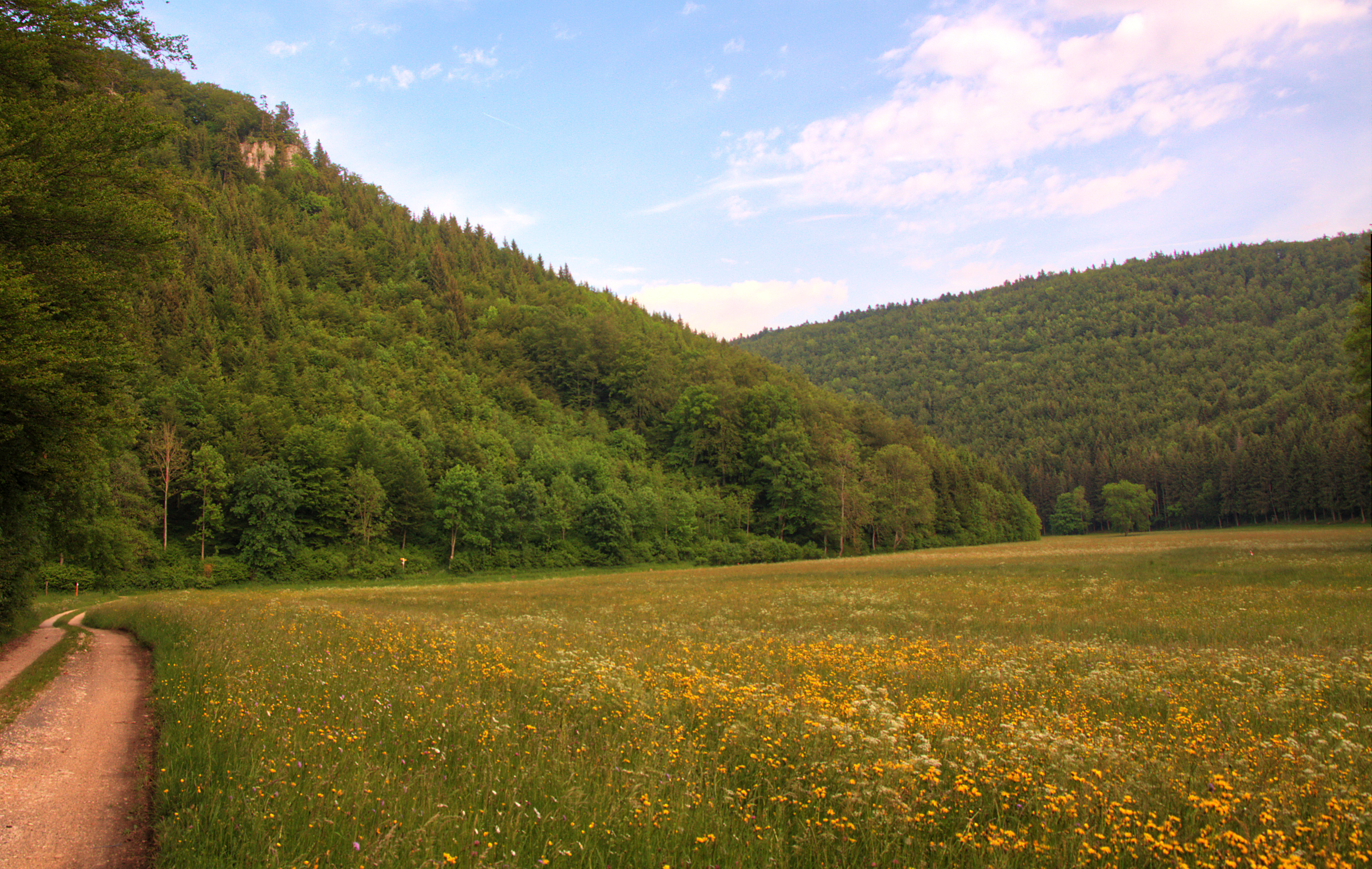
Oberes Ursental mit Blick Talwärts

Das Ursental wurde durch den heute vergleichsweise klein anmutenden Ursentalbach geschaffen, von dessen Gesamtlänge von unter vier Kilometern nicht einmal mehr drei Kilometer im unteren Tal verlaufen. Das Ursental ist oberhalb von dessen Ursprung ein Trockental, das sich unter diesem Namen über sieben weitere Kilometer nach Nordnordwest erstreckt. Dort gabelt es sich an der Talquerung der K 5901 bei Aggenhausen südlich des Alten Bergs in das nordwestlich ziehende Birental und das viel kürzere, in unveränderter Richtung weiterlaufende Storchentäle.
Im unteren Talbereich setzen westlich zwei Seitentäler an, ein etwa einen Kilometer langes, das von Risiberg im Westen wenig abwärts des Jellenbrunnens steil mündet und weiter abwärts ein etwa zwei Kilometer langes, das in einem Bogen aus dem Südwesten auf Höhe von Rußberg und zu Füßen der ehemaligen Burg Wallenburg das Haupttal erreicht. Zum letzten geraden Talstück münden dann die kurzen Seutenklingen Brunnentäle und Meisentäle aus dem Nordosten vom Bräunisberg herab.
Das Tal ist eng mit steilen Flanken, weil es in die harten Weißjura-Kalke der Schwäbischen Alb eingegraben ist. Sein Grund liegt bis zu 200 m niedriger als die umgebenden Hochflächen des Großen Heubergs. Die aufgesetzten Höcker erreichen dort bis um die 1000 m ü. NHN, während etwa Nendingen an der Donau am Talausgang auf 637 m ü. NHN liegt. Durch seine große Länge erlaubt es also einen flachen Anstieg vom Donautal bei Tuttlingen auf die Hochfläche, ein größerer Verkehrsweg verläuft jedoch nicht darin.
Im Abstand von etwa drei Kilometern im Ostnordosten läuft der Lipbach in einem fast parallelen Tal zur Mündung in die Donau bei Mühlheim an der Donau. Westlich entwässert in stärker schwankendem Abstand und sehr viel breiterem Tal der Faulenbach ebenfalls zur Donau bei Tuttlingen.
Das Ursental ist unter dem Namen Ursental mit unterem Bräunisberg ein Landschaftsschutzgebiet im Rahmen der Natura 2000 und gehört zur Gänze zum Naturpark Obere Donau. Es ist bekannt für seine im Frühjahr blühenden Bärlauch-Wälder.
Das Ursental ist nicht besiedelt. Im Nordteil bei der im 17. Jahrhundert abgegangenen Ortschaft Aggenhausen gibt es einen großen Skihang. Ein Sträßchen führt von Nendingen das Tal hinauf, es ist aber nur bis zur Quelle des Ursentalbachs befestigt, wo ein Spielplatz liegt. Durchs Tal führt der Heuberg-Allgäu-Weg (HW 9) des Schwäbischen Albvereins.